# Sơn hải kinh

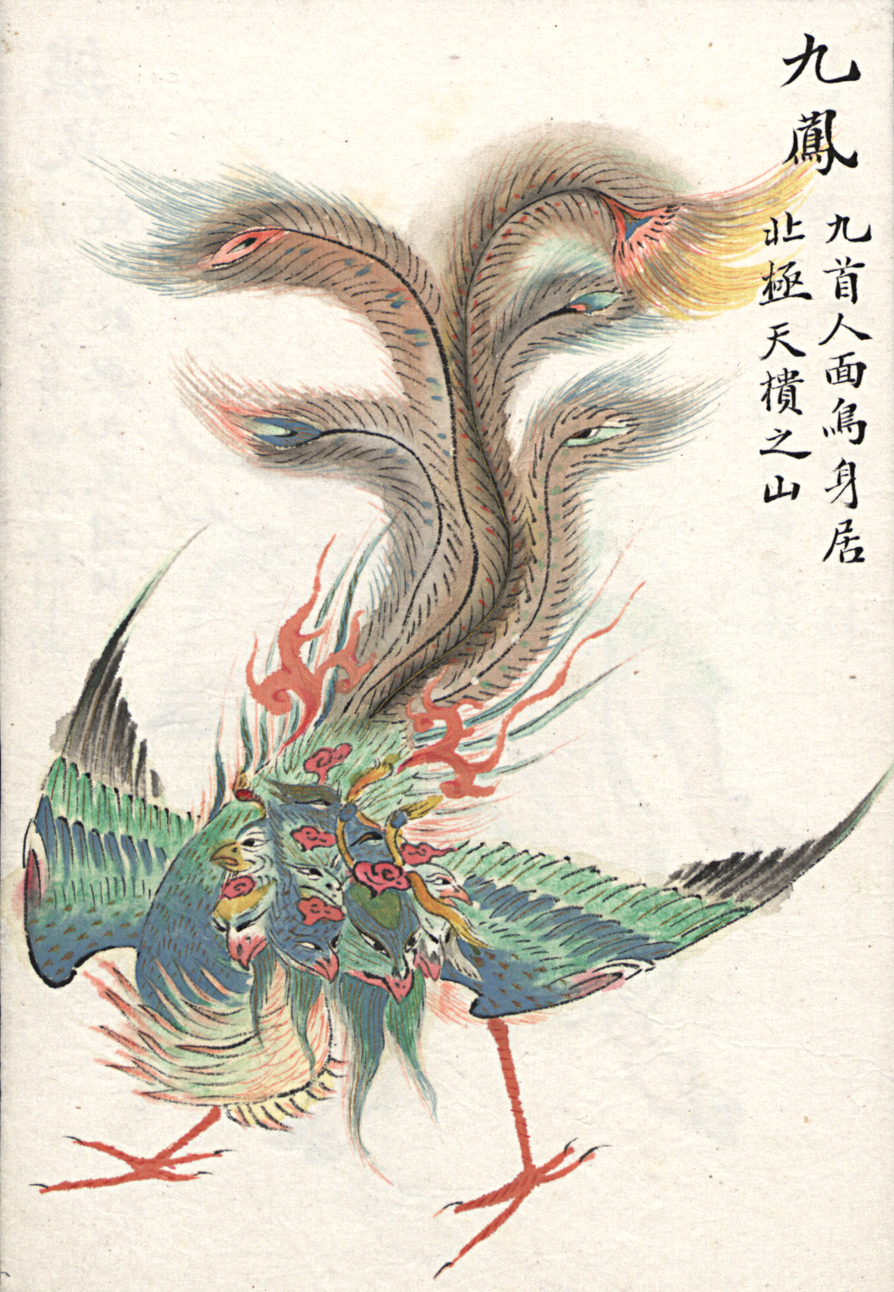
Hình minh họa phượng hoàng chín đầu của Sơn hải kinh (phiên bản màu triều đại nhà Thanh)

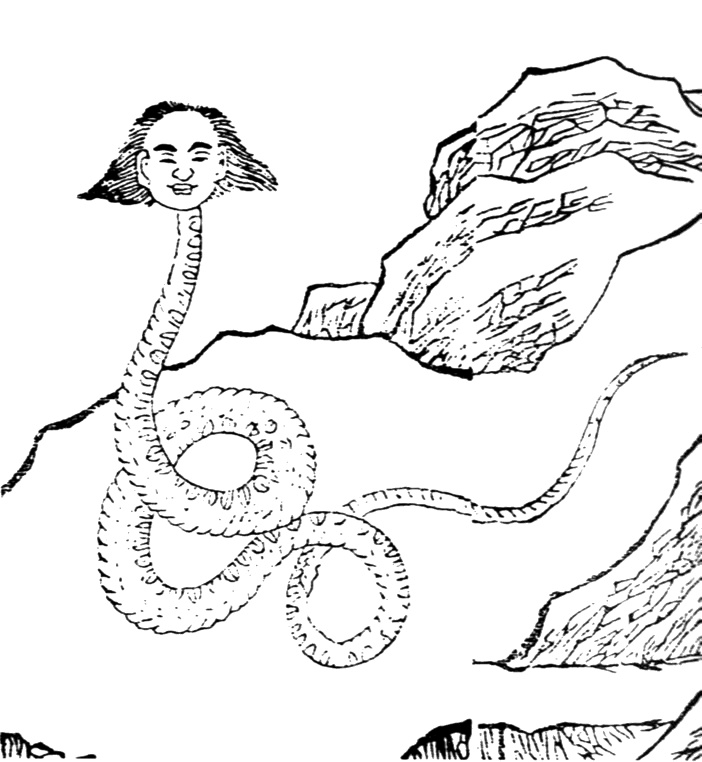
Hình minh họa Nữ Oa của Sơn hải kinh.

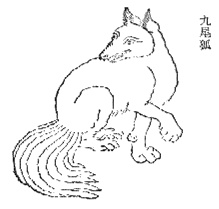
Hình minh họa cửu vĩ hồ của Sơn hải kinh, bạn của Tây Vương Mẫu

Sơn hải kinh (tiếng Trung: 山海經) là một cuốn sách cổ của Trung Quốc tổng hợp về địa lý, thần thoại và các sinh vật huyền bí. Các phiên bản sớm nhất của tài liệu này có thể đã xuất hiện từ đầu thế kỷ thứ 4 TCN, nhưng hình thức hiện tại không thể đạt được trước thời đại nhà Hán. Phần lớn cuốn sách ghi lại những câu truyện ngụ ngôn về địa lý, văn hóa và thần thoại Trung Quốc trước thời đại nhà Tần. Cuốn sách được chia thành 18 phần, mô tả hơn 550 ngọn núi và 300 con sông.

## Tác giả
Tác giả và thời gian sáng tác của Sơn hải kinh vẫn chưa được xác định chính xác. Ban đầu, người ta cho rằng những nhân vật thần thoại như Hạ Vũ hay Bá Ích là tác giả của cuốn sách. Tuy nhiên, các nhà Hán học hiện đại đã đồng thuận rằng cuốn sách là tác phẩm được viết bởi nhiều người từ thời Chiến Quốc đến đầu triều đại nhà Hán.
Biên tập viên đầu tiên được biết đến của Sơn hải kinh là Lưu Hướng của nhà Tây Hán, một trong số những người biên mục thư viện triều đình nhà Hán. Sau đó, Quách Phác, một học giả nhà Tấn đã tiếp tục công việc chú giải tác phẩm.

## Tổng quát
Cuốn sách không phải là một câu chuyện, vì "cốt truyện" liên quan đến các mô tả chi tiết về các địa điểm theo các hướng của núi, đất hoang và biển. Các mô tả thường là cây thuốc, động vật và đặc điểm địa chất. Nhiều mô tả rất trần tục, và nhiều mô tả mang tính huyền ảo. Mỗi chương được viết theo cùng một công thức và toàn bộ cuốn sách được lặp đi lặp lại công thức này.
Cuốn sách chứa nhiều huyền thoại ngắn, hiếm khi vượt quá một đoạn. Một truyền thuyết cổ nổi tiếng trong cuốn sách này là về Hạ Vũ, một vị hoàng đế đã dành nhiều năm để kiểm soát lũ lụt. Câu chuyện về ông nằm trong chương cuối, chương 18, từ đoạn 2 đến đoạn cuối (khoảng 40 câu). Câu chuyện này mang nhiều màu sắc huyền thoại hơn nhiều phiên bản được kể bởi Kinh Thư.

## Mục đích
Các học giả Trung Quốc thời phong kiến gọi nó là một cuốn địa lý chí, và cho rằng các thông tin của nó hầu hết là chính xác. Trong thực tế, thông tin được viết trong cuốn sách là thần thoại. Không ai biết tại sao nó được viết hay làm thế nào mà nó được xem là một cuốn sách địa lý chính xác.

## Nội dung
Sơn hải kinh có 18 chương. 
| Chương | Tiếng Trung Quốc | Bính âm tiếng phổ thông | Hán-Việt            |
| ------ | ---------------- | ----------------------- | ------------------- |
| 1      | 南山經           | Nánshān Jīng            | Nam sơn kinh        |
| 2      | 西山經           | Xīshān Jīng             | Tây sơn kinh        |
| 3      | 北山經           | Bishān Jīng             | Bắc sơn kinh        |
| 4      | 東山經           | Dōngshān Jīng           | Đông sơn kinh       |
| 5      | 中山經           | Zhongshan Jīng          | Trung sơn kinh      |
| 6      | 海外南經         | Haiwàinán Jīng          | Hải ngoại nam kinh  |
| 7      | 海外西經         | Hàiwàixī Jīng           | Hải ngoại tây kinh  |
| 8      | 海外北經         | Hàiwàiběi Jīng          | Hải ngoại bắc kinh  |
| 9      | 海外東經         | Haiwàidong Jīng         | Hải ngoại đông kinh |
| 10     | 海內南經         | Hainèinán Jīng          | Hải nội nam kinh    |
| 11     | 海內西經         | Hainèixī Jīng           | Hải nội tây kinh    |
| 12     | 海內北經         | Hainèiběi Jīng          | Hải nội bắc kinh    |
| 13     | 海內東經         | Hainèidong Jīng         | Hải nội đông kinh   |
| 14     | 大荒東經         | Dàhuāngdōng Jīng        | Đại hoang đông kinh |
| 15     | 大荒南經         | Dàhuāngnán Jīng         | Đại hoang nam kinh  |
| 16     | 大荒西經         | Dàhuāngxī Jīng          | Đại hoang tây kinh  |
| 17     | 大荒北經         | Dàhuāngběi Jīng         | Đại hoang bắc kinh  |
| 18     | 海內經           | Hainèi Jīng             | Hải nội kinh        |

Tất cả 18 chương có thể được chia là 4 phần: Sơn kinh (5 chương), Hải kinh (8 chương), Đại hoang kinh (4 chương) và Hải nội kinh (1 chương). Nó ghi lại hơn 100 vương quốc liên quan, 550 ngọn núi và 300 con sông, cùng với thông tin địa lý, văn hóa của các vương quốc gần đó. Sơn hải kinh cũng ghi nhận tới 277 loài động vật khác nhau. Các học giả tin rằng các ghi chép về động vật trong Sơn hải kinh đã bị cường điệu hóa do lịch sử biên soạn lâu dài và kéo dài qua nhiều triều đại khác nhau; tuy nhiên, nó vẫn có một mức độ đáng tin cậy nhất định bởi chúng thường được viết bởi các thầy pháp và phương sĩ dựa trên kinh nghiệm có được từ chuyến đi của họ.
Người Trung Quốc cổ đại coi Sơn hải kinh là một cuốn sách địa chí, nó được phân vào thể loại địa lý trong cả Tùy thư và Văn hiến thông khảo của Mã Đoan Lâm. Nó cũng là một tài liệu tham khảo quan trọng của các nhà sử học Trung Quốc trong suốt lịch sử lâu dài của đất nước họ.
Sơn hải kinh là nguồn gốc và là bản gốc của nhiều thần thoại Trung Quốc cổ đại. Một số trong số chúng đã phổ biến và nổi tiếng trong văn hóa châu Á, như Khoa Phụ, Nữ Oa, Hậu Nghệ, và Hoàng Đế. Đã có đến 450 vị thần đã được đề cập tới trong Sơn hải kinh và họ đã sử dụng cái gì đó gọi là tinh mễ (精米) hoặc tư (糈) tương tự như phép thuật.
Học giả Trung Quốc Ming Hua Zhang tuyên bố rằng Chúc long, một sinh vật thần thoại được đề cập trong Đại hoang bắc kinh, là biểu tượng của cực quang. Chúc long (theo Sơn hải kinh) "màu đỏ, mặt người thân rắn dài hàng ngàn dặm". Ông tin rằng mô tả này phù hợp với đặc điểm của cực quang.

## Hình ảnh

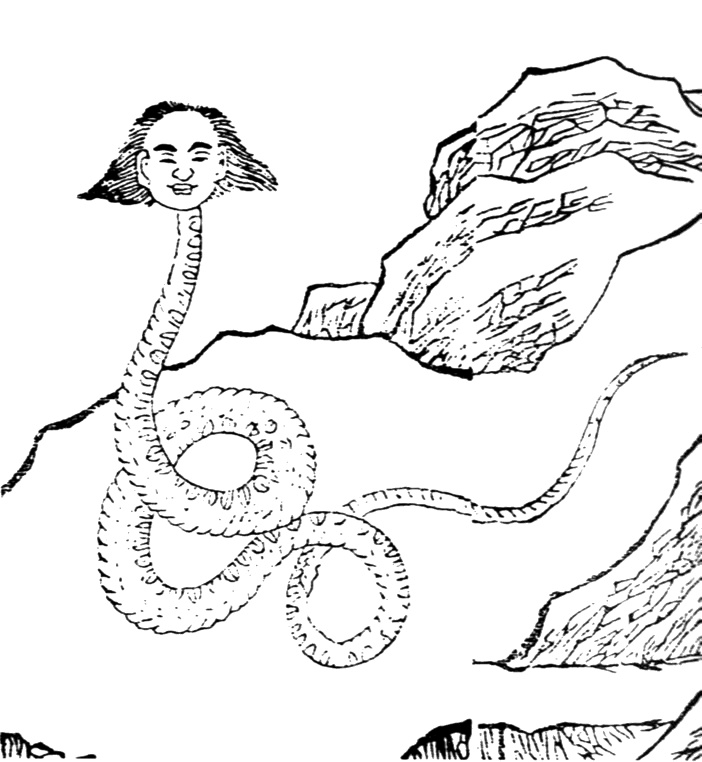
Nữ Oa (Tưởng Ứng Hạo, "Sơn hải kinh đồ hội toàn tượng")
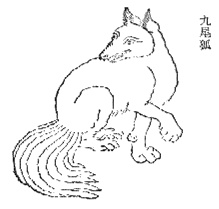
Cửu vĩ hồ
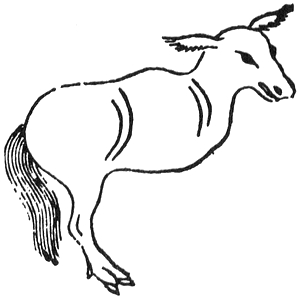
Quỳ (Ngô Nhậm Thần, "Sơn hải kinh Quảng chú")
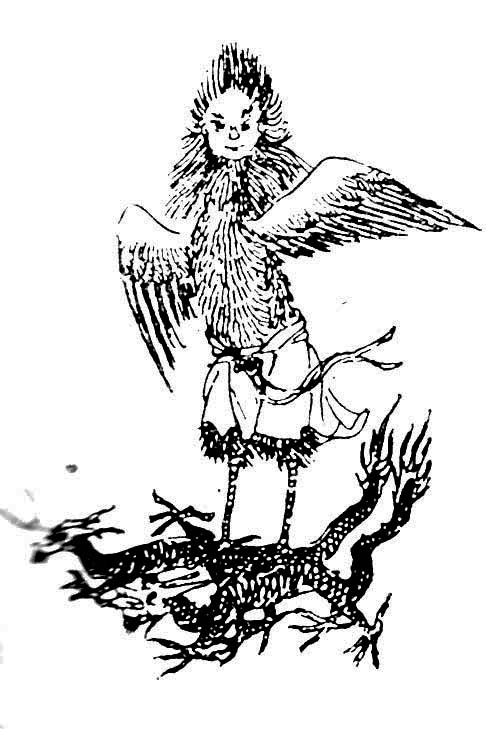
Cú mang
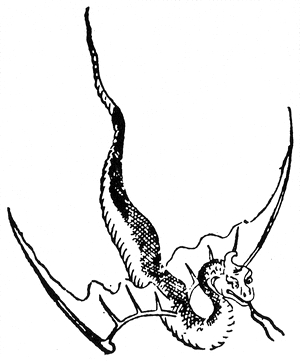
Hóa xà
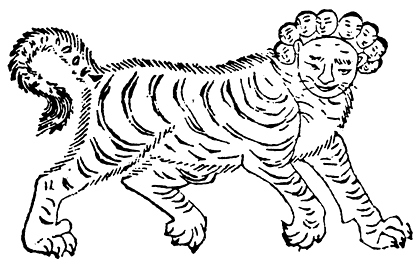
Khai minh thú
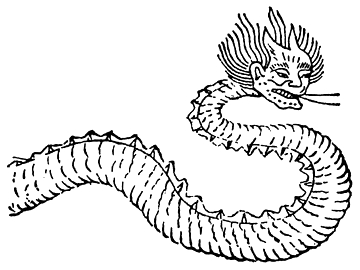
Chúc âm
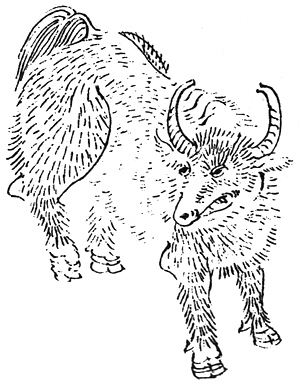
Cùng kỳ
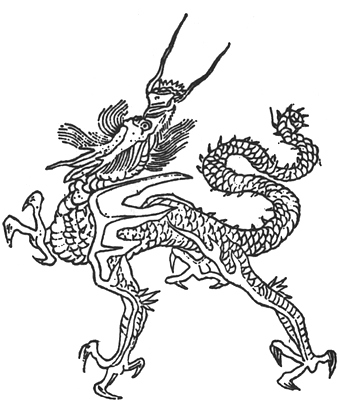
Ứng long
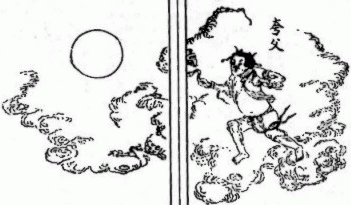
Khoa Phụ
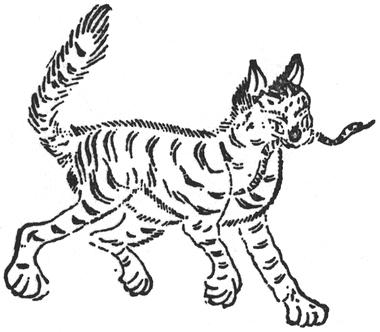
Thiên cẩu
Phượng hoàng
Nhục thu
Anh chiêu
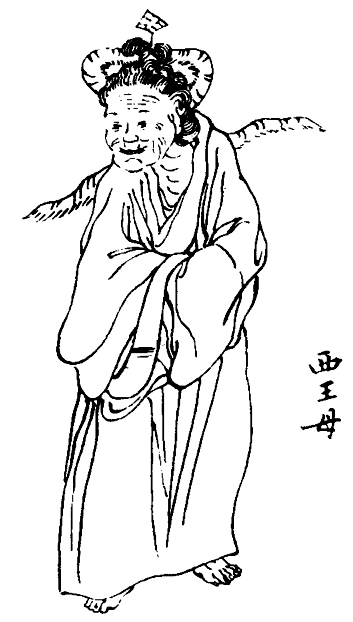
Tây Vương Mẫu
Vũ Dân quốc
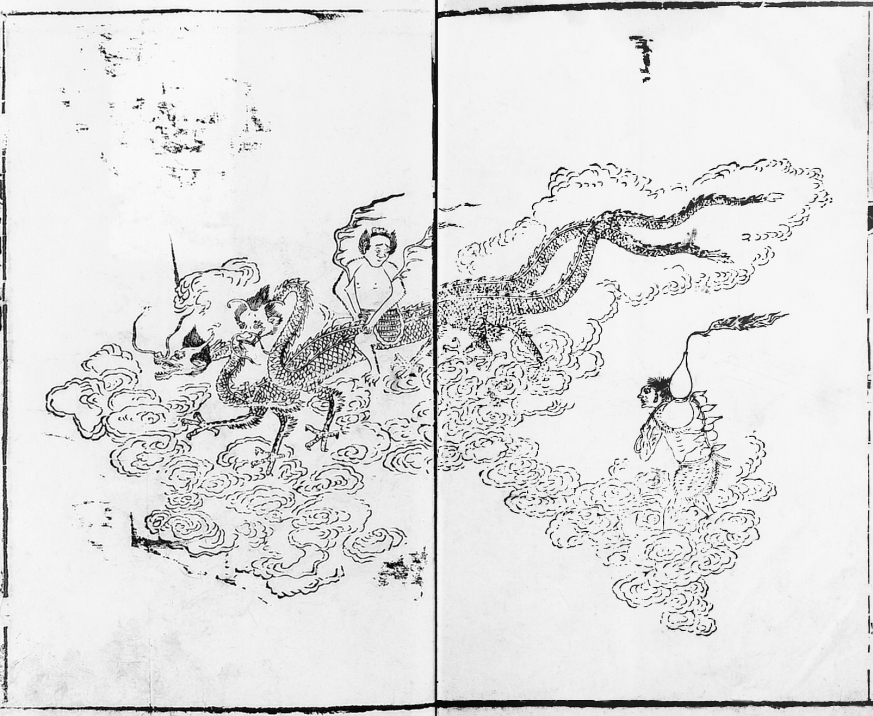
Chúc dung
Tinh Vệ